# Armel Dupas
Armel Dupas est un pianiste, compositeur-interprète né le 10 mars 1984 à Nantes.

## Biographie

### Jeunesse et formation
Né le 10 mars 1984 d'un père guitariste et d'une mère artiste, Armel Dupas grandit dans un environnement particulièrement propice à l'art et à la musique.
Bercé dès son plus jeune âge par les disques de Miles Davis ou Duke Ellington, c'est à l'âge de 5 ans qu'il apprend ses premiers accords de piano avec son cousin ainsi que ses premiers morceaux grâce à son frère et son père. Vers 12 ans, il rencontre le pianiste de jazz nantais Jean-Marie Bellec (créateur du département Jazz du Conservatoire de Nantes), qu'il considère comme son mentor.
D'abord inspiré par les artistes tels Wes Montgomery, Eddy Louiss ou Stan Getz, il écoute à l'adolescence Bill Evans ou Keith Jarrett.
Après un premier cycle d'études d'économie à l'Université de Nantes, Armel Dupas se dirige définitivement vers la musique en 2004. De 2005 à 2009, il est élève de la classe de jazz et musiques improvisées du Conservatoire national supérieur de musique et de danse de Paris (CNSMDP).

### Début de carrière
Durant ses études au CNSMDP, où il rencontre Mathieu Penot, producteur et batteur sur les albums Upriver (2015) et A Night Walk (2017), Armel Dupas se produit fréquemment dans les clubs avec diverses formations de jeunes musiciens, en tant que pianiste et compositeur-arrangeur. On le retrouve aux côtés de son amie et collaboratrice nantaise Chloé Cailleton, au sein du trio du batteur Georges Paczynski, et du quartet de la violoniste Fiona Monbet.
Il commence à composer pour le cinéma en 2006 grâce à Patrick Schuster, directeur artistique jazz chez Naïve Records, qui lui a été présenté par Baptiste Trotignon. Cette rencontre lui permet de réaliser la bande originale du film Dans Paris de Christophe Honoré, en collaboration avec Alex Beaupain, puis de participer à celle du film Un conte de Noël du réalisateur Arnaud Desplechin en 2008.

### Années 2010
Fin 2011, Armel Dupas intègre le groupe de la chanteuse Sandra Nkaké pour la tournée de son album Nothing for Granted (Victoire du Jazz en 2012), avec laquelle il fait plus de 120 concerts autour du monde. Durant ces quatre années au contact du milieu musical national et international, il rencontre Kenny Ruby , devenu par la suite bassiste du Armel Dupas Trio.
En 2012, Armel travaille à nouveau pour le cinéma avec Jimmy P. d’Arnaud Desplechin et L'Écume des jours de Michel Gondry.
En 2013, Armel Dupas et Corentin Rio (batterie) forment le duo « WaterBabies », première apparition en co-leader sur le plan national. WaterBabies est lauréat du Tremplin Rézzo Focal Jazz à Vienne 2013, et leur premier album, Inner Island, remporte plusieurs distinctions : Révélation Jazz Magazine, Découverte Jazz News. 
En mai 2014, Armel Dupas entame une collaboration avec le contrebassiste Henri Texier au sein du sextet « Sky Dancers » avec Sébastien Texier (saxophone alto et clarinettes), François Corneloup (saxophone baryton), Nguyên Lê (guitare) et Louis Moutin (batterie). L'album du même nom sort en 2016 chez Label Bleu, et est accompagné par une tournée de concerts dans les principaux festivals et salles d'Europe (North Sea Jazz Festival, Nice Jazz Festival, New Morning, etc.)
En aout 2015, il est artiste résident du festival de jazz nantais les Rendez-vous de l'Erdre. Il y présente son premier album Upriver, au fil d'une descente de l'Erdre sur une embarcation, ainsi que lors d'une prestation sur la scène nautique. Le tout fait l'objet d'une captation cinématographique : Les Plaines de Mazerolles.
L'un des temps forts de cette période est une soirée donnée à Cap Nort (Nort-sur-Erdre) le 27 novembre 2015 : il y présente une version « Live & Video » d''Upriver, ainsi que sa collaboration avec le chanteur belge David Linx sous la forme du projet Chronicles.
Alors que la tournée avec Henri Texier touche à sa fin, Armel Dupas forme un trio avec Mathieu Penot (batterie et synthétiseurs) et Kenny Ruby (basse et synthétiseurs). Il utilise les qualités multi-instrumentistes de ses collègues pour emmener le trio sur un versant rock progressif. Fin 2017, le trio d'Armel Dupas devient lauréat du programme Jazz Migration#3 (dispositif d'accompagnement professionnel franco-européen) en même temps que sort l'album A Night Walk, suivi d'une tournée européenne.
À l'occasion de la sortie de son troisième album Broderies, Armel Dupas développe un projet nommé « Home Piano Live », où il fait entendre la musique de l'album dans des concerts intimistes chez l'habitant.

## Années 2020
En 2022 il auto-édite une série de quatre albums consacrés aux quatre saisons : When we used to waltz (hiver), Love is in the Air (printemps), Wind Blows (été) et An Angel called Vinnie (automne).

## Discographie

### En tant que leader ou co-leader
- 2009 : Paris 2009, en duo avec Chloé Cailleton
- 2014 : Inner Island - WaterBabies (Naïve Records)
- 2015 : Upriver (Jazz Village / Harmonia Mundi)
- 2017 : A Night Walk (Upriver Records / L'Autre Distribution)
- 2019 : Broderies (Stéréodisques / L'Autre Distribution)
- 2019 : Laugère Songs (Upriver Records)
- 2020 : One Hour Piano Meditation (Upriver Records)
- 2020 : West Coast Jazz Quartet (Upriver Records)
- 2021 : Organ Trio (Upriver Records)
- 2022 : série d'albums en piano solo autour des saisons :
  - When we used to waltz
  - Love is in the Air
  - Wind Blows
  - An Angel called Vinnie
- 2022 : Lookin' Up (Armel Dupas Trio)
- 2023 : Just The Beginning (Armel Dupas Trio)
- 2024 : Let It Snow, Let It Swing (Armel Dupas Trio)
- 2025 : Standards Vol.1 (Armel Dupas Trio)

### En tant quesideman
- 2007 : L'Invitation au Voyage - Ode Paname (Autoproduction)
- 2009 : Jam With The Electro - Geoffrey Secco Group (Autoproduction)
- 2009 : Présences - George Paczynski Trio (Label Arts et Spectacles)
- 2012 : Gotta Do It - Cecilia Bertolini (Bonsaï Music)
- 2012 : O'Ceol - Fiona Monbet (Just Looking / Harmonia Mundi)
- 2013 : Ripples - Sofie Sörman (Sorman)
- 2016 : Sky Dancers - Henri Texier (Label Bleu)
- 2018 : Vindarna - Sofie Sörman (Sorman)
- 2018 : Follow Poets - The Source (Quark Records)
- 2019 : Western - Jî Drû (Label Bleu)
- 2020 : Orisun - Damian Nueva

## Musique de films
- 2006 : Dans Paris de Christophe Honoré et Alex Beaupain (Naïve Records)
- 2008 : Un conte de Noël d'Arnaud Desplechin (Naïve Records)
- 2011 : Les Bien-aimés de Christophe Honoré et Alex Beaupain (Naïve Records)
- 2012 : Jimmy P. (Psychothérapie d'un Indien des Plaines) d'Arnaud Desplechin (Why Not Productions)
- 2012 : L'Écume des jours de Michel Gondry et Étienne Charry (Brio Films/Studio Canal)

## Récompense et Distinctions
- 2004 : Lauréat du concours international de piano Jazz du Montreux Jazz Festival
- 2010 : Trophées du Sunside avec Fiona Monbet Quartet
- 2011 : Trophées du Sunside avec Chloé Cailleton Trio
- 2013 : Lauréat du Tremplin Rezzo Focal Jazz à Vienne avec WaterBabies